# Orange (Nueva York)
Orange es un pueblo ubicado en el condado de Schuyler en el estado estadounidense de Nueva York. En el año 2000 tenía una población de 1,752 habitantes y una densidad poblacional de 12 personas por km².

## Geografía
Orange se encuentra ubicado en las coordenadas 42°19′59″N 76°27′0″O / 42.33306, -76.45000.

## Demografía
Según la Oficina del Censo en 2000 los ingresos medios por hogar en la localidad eran de $37,167, y los ingresos medios por familia eran $42,500. Los hombres tenían unos ingresos medios de $31,940 frente a los $23,854 para las mujeres. La renta per cápita para la localidad era de $12,409. Alrededor del 16% de la población estaban por debajo del umbral de pobreza.